# Žrtvovana anoda
Žrtvovana anoda ili galvanska anoda je anoda izrađena od metala elektronegativnoga (elektrodni potencijal je negativniji) u odnosu na metal konstrukcije. Žrtvovana anoda upotrebljava se u sustavu katodne zaštite.
Zaštita žrtvovanom elektrodom zaštita je željeza ili čelika protiv korozije koristeći reaktivniji metal. Komadići cinkove ili magnezijeve slitine pričvrste se za tijela pumpi ili cijevi. Zaštićeni metal je katoda i ne korodira dok anoda korodira. Ovakvi se predmeti zovu žrtvovane anode. Žrtvovane elektrode moraju se periodično zamjenjivati ovisno o brzini trošenja. Željezna cijev spojena je s reaktivnijim metalom, kao što je magnezij, koji će donirati svoje elektrone i sprječiti hrđanje željeza. Moguće oksidirano željezo će se reducirati nazad u osnovno (elementarno) stanje:
Mg ⇌ Mg2+ + 2 e-
Fe2+ + 2 e- ⇌ Fe

## Cink protektori za plovila
Određivanje veličine i mjesta ugradnje žrtvenih anoda (cink protektora) može se utvrditi na više različitih načina. Jedan od mogućih je točno mjerenje galvanskih napona u području podvodnog dijela plovila tamo gdje želimo zaštiti neku opremu (brodski vijak ili propeler, osovinu, kormilo, fitinge ili spojne dijelove cjevovoda), i na temelju izmjerenog električnog napona određujemo veličinu žrtvene anode. Drugi način posebno pogodan za manja plovila je određivanje veličine anoda na temelju tablica koje su nastale mjerenjem i iskustvom. Raspored žrtvenih anoda na trupu broda ovisi o njihovom broju. Raspoređuju se uglavnom na sredini između kobilice i vodene linije, a u zavisnosti o težini odnosno broju, raspoređuju se uzduž podvodnog dijela trupa. Ako na plastičnom ili drvenom plovilu štitimo samo metalne dijelove, kormilo, osovinski vod, brodski vijak i ispuste onda se žrtvene anode raspoređuju oko navedenih uređaja ili na njima i to na mjestima da ih međusobno možemo električno povezati.
Na plastičnim i drvenim brodovima funkcija žrtvenih anoda je da zaštite podvodnu opremu od međusobnog utjecaja. Svi dijelovi ugrađeni na oplati, a koji su u dodiru s morem moraju biti uzemljeni i međusobno (električno) povezani, isto kao i žrtvene anode. Suprotno tome, kod brodova s metalnim trupom žrtvene anode štite čeličnu oplatu od utjecaja podvodne opreme, propelera, osovine, i zavaruje se direktno na oplatu, čime je osigurana najbolja električna veza sa svom ostalom opremom. Ako su fitinzi (spojni dijelovi cjevovoda) napravljeni od drugačijeg materijala od onog od kojeg je napravljena oprema (osovine, propeleri, kormila) oni moraju biti izolirani od oplate. Stoga žrtvene anode koje štite fitinge moraju biti međusobno povezane i odvojene od onih koji štite oplatu.